# Spencer Gore (Maler)

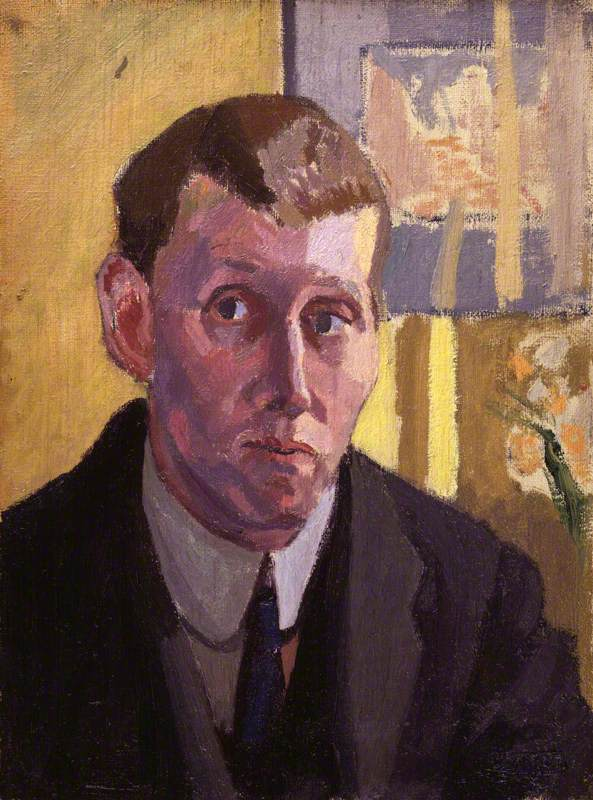
Spencer Gore: Selbstporträt, 1914. National Portrait Gallery, London

Spencer Frederick Gore (* 26. Mai 1878 in Epsom, Surrey; † 27. März 1914 in Richmond, Surrey) war ein britischer Maler und eine zentrale Figur der frühen britischen Moderne. Er war Mitbegründer und erster Präsident der Camden Town Group sowie maßgeblich an der Bildung der Fitzroy Street Group und der Allied Artists’ Association beteiligt. Gore war auch als Organisator der Ausstellung Exhibition of the Work of English Post-Impressionists, Cubists and Others 1913 in Brighton tätig, die eine wichtige Zäsur zwischen dem Postimpressionismus und dem sich entwickelnden Vortizismus markierte.

## Leben

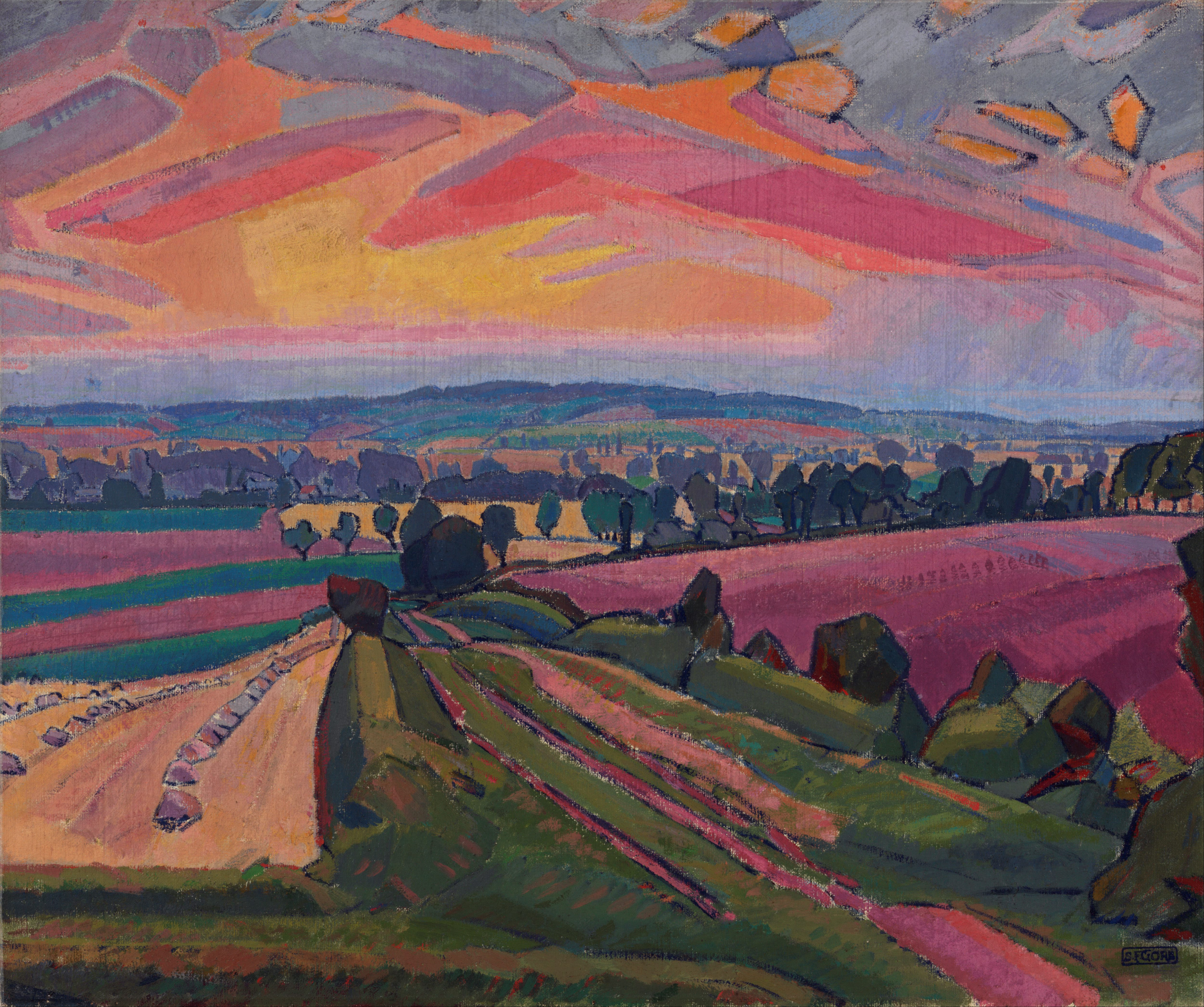
Spencer Gore: The Icknield Way, 1912. Art Gallery of New South Wales

Spencer Frederick Gore wurde als viertes Kind von Spencer William Gore, dem ersten Wimbledon-Sieger von 1877, und Amy Gore geboren. Seine Schulzeit verbrachte er am Harrow College (1892–1896), wo er sein künstlerisches Talent entdeckte. Von 1896 bis 1899 studierte er an der Slade School of Fine Art unter anderem bei Frederick Brown, Philip Wilson Steer und Henry Tonks. Zu seinen Mitstudenten gehörten Augustus John, Wyndham Lewis, William Orpen und Albert Rutherston. Nach seinem Studium bereiste Spencer Gore Großbritannien und Spanien (1902) und schuf Werke, die sich zunächst an der traditionellen Landschaftsmalerei orientierten. Später entwickelte sich sein Stil unter dem Einfluss von Walter Sickert, Lucien Pissarro und den französischen Postimpressionisten. Gore pflegte eine enge Beziehung zu Walter Sickert, mit dem er häufig zusammenarbeitete. Beide Künstler inspirierten sich gegenseitig – Gore übernahm Sickerts Motive des städtischen Alltags, Sickert wiederum entwickelte unter Gores Einfluss eine hellere Farbpalette und eine freiere Pinselführung.
1904 lernte Spencer Gore Lucien Pissarro kennen, dessen neoimpressionistischer Stil seine Landschaftsmalerei beeinflusste. Werke wie The Garden, Hertingfordbury (1909) und Rule Britannia (1910) zeigen deutliche Anleihen bei der pointillistischen Maltechnik. Gore empfand den strengen Neoimpressionismus jedoch als „mechanisch“ und suchte nach einem eigenständigen Stil. Spencer Gore war 1907 Mitbegründer der Fitzroy Street Group und 1911 der Camden Town Group, deren erster Präsident er wurde. Er stellte regelmäßig im New English Art Club (ab 1906) und in der Société des Artistes Indépendants in Paris (1906–1910) aus. 1910 besuchte er eine Paul-Gauguin-Retrospektive in Paris und beschäftigte sich intensiv mit Werken von Paul Cézanne und André Derain.
1912 nimmt Spencer Gore als einziger Vertreter der Camden Town Group an Roger Frys Second Post-Impressionist Exhibition in London teil. Im selben Jahr malte er während eines Aufenthalts in Letchworth Garden City zahlreiche Werke, darunter The Cinder Path und The Beanfield, Letchworth, die moderne kompositorische und farbliche Elemente aufweisen. Im gleichen Jahr heiratete er Mary Johanna „Mollie“ Kerr. Das Paar hatte zwei Kinder. 1913 zog Spencer Gore mit seiner Familie nach Richmond, wo in kurzer Zeit 32 Gemälde entstanden. Als er im Winter im Freien malte, zog er sich eine Lungenentzündung zu, an der er am 27. März 1914 starb. Eine posthume Gedächtnisausstellung fand 1916 in der Carfax Gallery statt.